# Anthicidae
Anthicidae là một họ bọ cánh cứng. Họ này bao gồm những loài côn trùng nhỏ, một số loài có hình dạng giống như kiến.
Họ này được miêu tả đầu tiên năm 1819 bởi Pierre André Latreille. Họ này hiện có hơn 3000 loài đã được miêu tả và được xếp vào hơn 100.

## Phân loại
Họ Anthicidae
- Phân họ Anthicinae
  - Tông Anthicini
    - Chi Acanthinus - Alleoceras - Amblyderus - Anthicodes - Anthicomorphus - Anthicus - Baulius - Cordicollis - Criboanthicus - Cyclodinus - Euproclus - Euvacusus - Falsoformicomus - Floydwernerius - Formicilla - Hirticollis - Ischyropalpus - Leptaleus - Leptanthicus - Malporus - Micranthicus - Nitorus - Omonadus - Papuanthicus - Phalantias - Pseudocyclodinus - Pseudoleptaleus - Sapintus - Stricticollis - Tanarthrus - Tenuicollis - Tomosomus - Vacusus - Walesius - Yunnanomonticola

  - Tông Endomiini: chi Endomia
  - Tông Formicomini
    - Chi Andrahomanus
    - Chi Anthelephila
    - Chi Chileanthicus
    - Chi Stenidius

  - Tông Microhorini
    - Chi Aulacoderus
    - Chi Clavicollis
    - Chi Liparoderus
    - Chi Microhoria

  - Tông Notoxini
    - Chi Hypaspistes
    - Chi Leptoprion
    - Chi Mecynotarsus
    - Chi Notoxus
    - Chi Plesionotoxus
    - Chi Pseudonotoxus
    - Chi Squamanotoxus
- Phân họ Copobaeninae
- Phân họ Eurygeniinae
- Phân họ Ischaliinae
- Phân họ Lemodinae
- Phân họ Macratriinae
- Phân họ Steropinae
- Phân họ Tomoderinae

## Hình ảnh

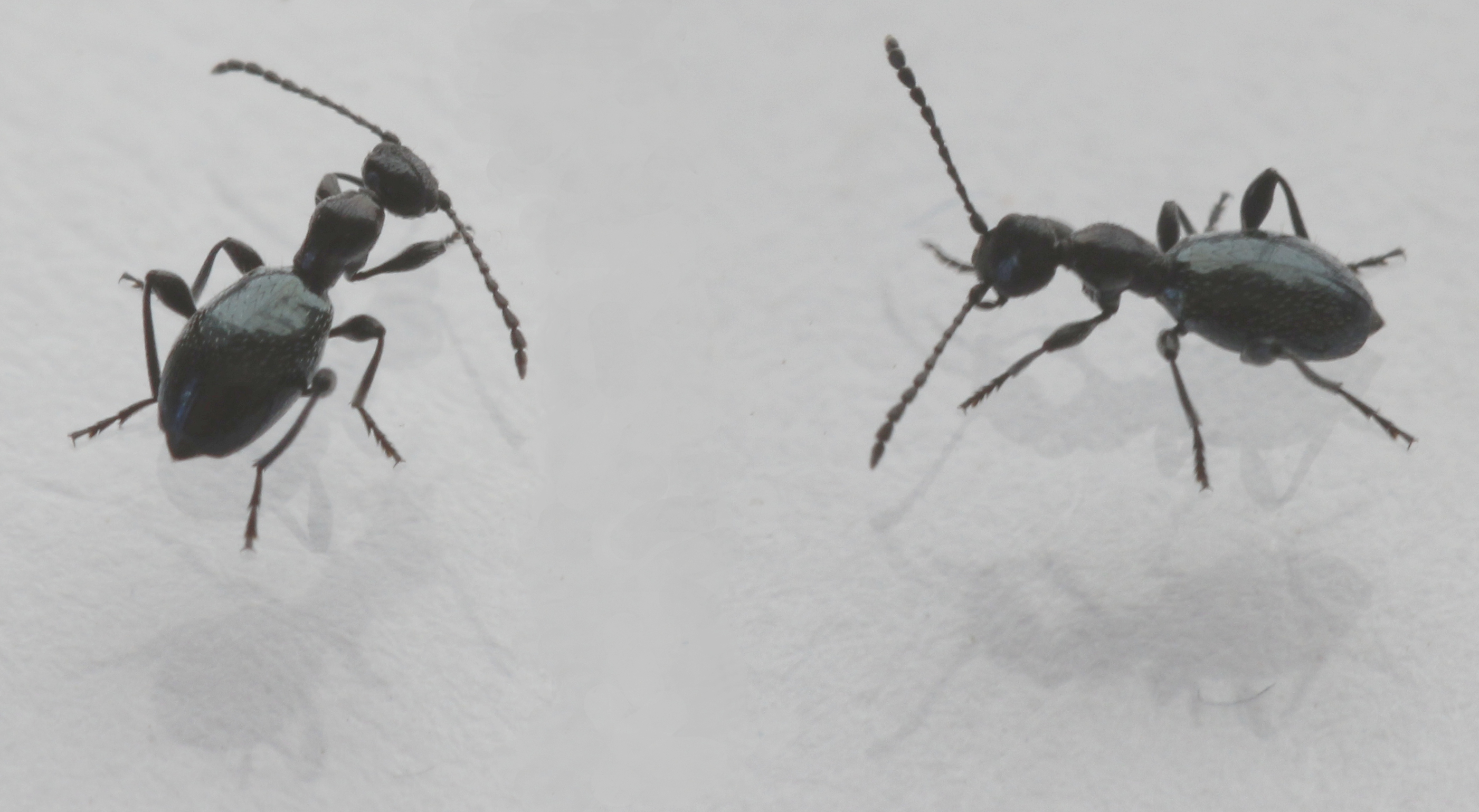
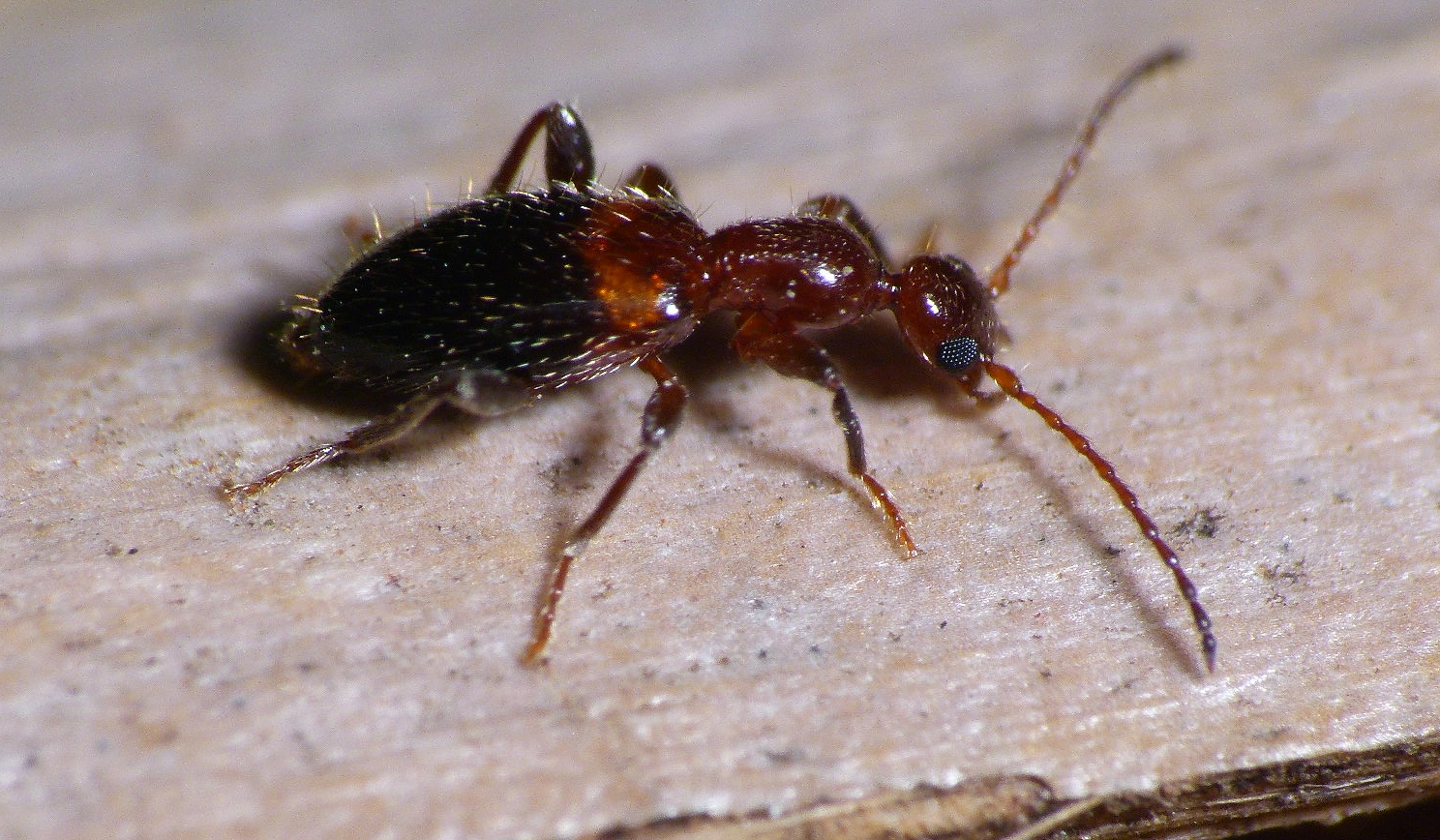
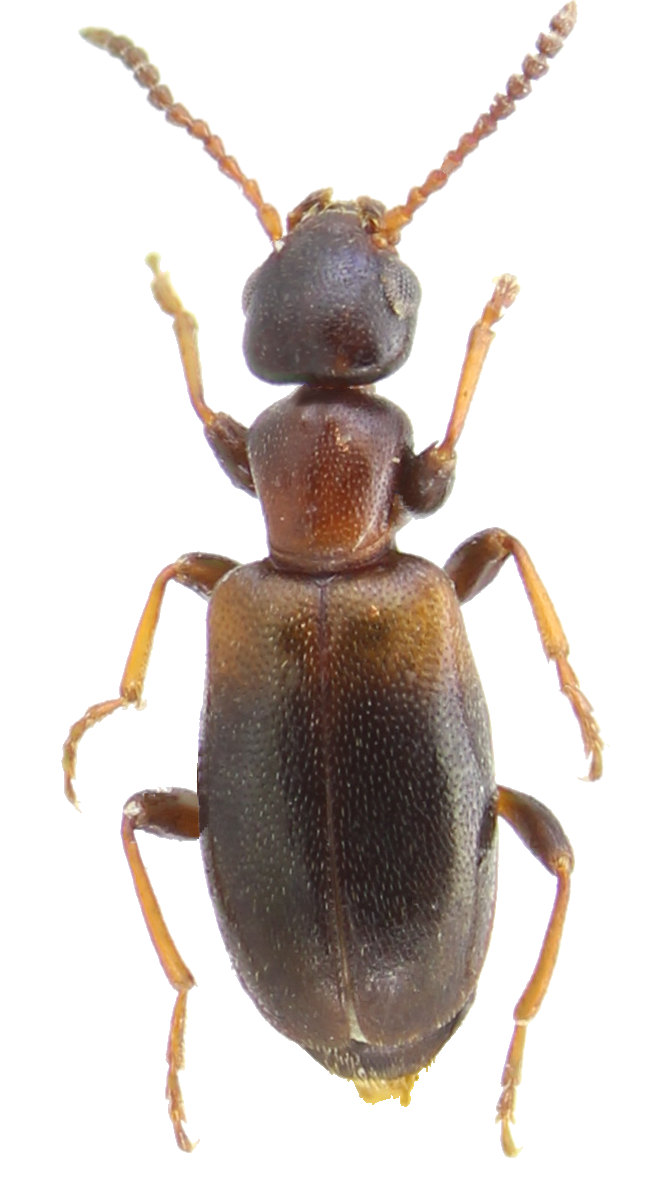
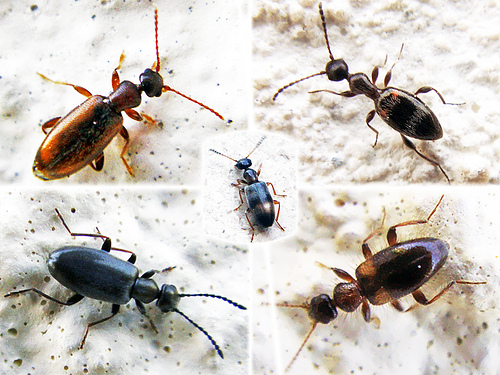